# Simon Arrindell
Simon Arrindell  (Willemstad Curaçao, 8 oktober 1932 - Curaçao, 12 november 1999) was een Nederlands honkballer.
Arindell, een rechtshandige midvelder, tweede honkman, korte stop en slagman, kwam twaalf seizoenen uit in de Nederlandse hoofdklasse. Van 1960 tot 1969 kwam hij uit voor Sparta en in de seizoenen 1970 en 1971 voor de Storks uit Den Haag.
Hij werd met Sparta vijfmaal landskampioen. In 1977 kwam hij nog kort terug bij Sparta en speelde drie wedstrijden voor het team. In 1964 en 1966 was hij de speler met de meeste homeruns in de hoofdklasse met 6 en 11 homeruns in die seizoenen. In 1962 had hij met binnengeslagen punten (RBI) het hoogste aantal met 22 en twee jaar later zou hij hetzelfde behalen met 24.
In 1970 behaalde hij het toenmalige RBI-record met 49, een record dat pas in 1983 verbeterd zou worden in Nederland. Met Hamilton Richardson en Hudson John vormde hij bij Sparta jarenlang een beroemd trio dat bekendstond als de Magnificent Three. 
Arrindell kwam ook jarenlang uit voor het Nederlands honkbalteam waarmee hij vier Europese titels won. In totaal speelde hij 43 interlands.